# Amusement (singel)
Amusement – utwór amerykańskiej grupy punkrockowej Hüsker Dü, napisany przez Boba Moulda. Wydany w styczniu 1981 roku, jako druga strona do debiutanckiego singla zespołu „Statues”.
W 2013 wydany ponownie jako minialbum, wspólnie z utworami „Statues”, „Writer's Cramp” i „Let's Go Die”.

## Nagrywanie i wydanie
„Amusement” został zarejestrowany przez Terry’ego Katzmana podczas koncertu grupy w Duffy's w Minneapolis 27 października 1980 roku. Zespół długo eksperymentował w studiu, by osiągnąć dźwięk dobrej jakości. Utwór, wspólnie z post-punkowym „Statues” Granta Harta trafił na pierwszy singel zespołu i ukazał się na rynku w styczniu 1981 roku. Muzycy, wspólnie z producentem Colinem Mansfieldem podjęli decyzję, że wydanie singla z dwoma utworami będzie prostsze i tańsze od publikacji minialbumu.

## Muzyka i odbiór
„Amusement”, podobnie jak „Statues” powstał pod wpływem inspiracji muzyką Public Image Ltd. W przeciwieństwie do utworu Harta jest jednak żywszy, z wyraźniejszą ścieżką perkusyjną i ekspresyjnym wokalem Boba Moulda. W 2013 roku serwis Mandatory.com umieścił „Amusement” na 27. pozycji na liście 100 najbardziej niedocenionych utworów indierockowych.

## Lista utworów z singla
Strona pierwsza
| Nr | Tytuł utworu | Muzyka     | Długość |
| -- | ------------ | ---------- | ------- |
| 1. | „Statues”    | Grant Hart | 4:14    |

Strona druga
| Nr | Tytuł utworu | Muzyka    | Długość |
| -- | ------------ | --------- | ------- |
| 1. | „Amusement”  | Bob Mould | 4:19    |

## Twórcy
- Grant Hart – perkusja, wokal
- Bob Mould – gitara elektryczna, wokal
- Greg Norton – gitara basowa, wokal

Produkcja
- Steve Fjelstad – inżynier dźwięku
- Terry Katzman – producent
- Colin Mansfield – inżynier dźwięku

## Reedycja

### MinialbumAmusement
Reedycja z 20 kwietnia 2013 roku (jako minialbum pt. Amusement), dokonana przez wydawnictwo Numero Group zawierała dłuższą wersję „Statues” oraz dwa dodatkowe utwory nagrane podczas tej samej sesji („Writer's Cramp” i „Let's Go Die”). Drugi z nich pojawił się w wersji koncertowej na debiutanckiej płycie zespołu, Land Speed Record. „Amusement”, ośmiominutowa wersja „Statues” i „Let's Go Die” trafiły na reedycję pierwszego albumu studyjnego grupy (Everything Falls Apart) z rozszerzonym tytułem Everything Falls Apart and More. Ponadto wszystkie cztery utwory zostały umieszczone na kompilacji Savage Young Dü z 2017 roku. Liczbę kopii minialbumu ograniczono do 4000.

### Lista utworów
Płyta A
| Nr | Tytuł utworu | Muzyka     | Długość |
| -- | ------------ | ---------- | ------- |
| 1. | „Statues”    | Grant Hart | 4:29    |

Płyta B
| Nr | Tytuł utworu | Muzyka    | Długość |
| -- | ------------ | --------- | ------- |
| 1. | „Amusement”  | Bob Mould | 4:19    |

Płyta C
| Nr | Tytuł utworu     | Muzyka | Długość |
| -- | ---------------- | ------ | ------- |
| 1. | „Writer's Cramp” | Mould  | 2:39    |

Płyta D
| Nr | Tytuł utworu   | Muzyka      | Długość |
| -- | -------------- | ----------- | ------- |
| 1. | „Let's Go Die” | Greg Norton | 1:55    |

### Producenci minialbumu
- Hüsker Dü – producent („Statues”, „Writer's Cramp”, „Let's Go Die”)
- Steve Fjelstad – inżynier dźwięku
- Terry Katzman – producent („Amusement”)
- Colin Mansfield – inżynier dźwięku („Amusement”), producent („Statues”, „Writer's Cramp”, „Let's Go Die”)